# Ortodòxia
L'ortodòxia (del grec antic ὀρθός, orthos, ‘correcte’ i δόξα, doxa, literalment ‘opinió recta i veritable’) és la doctrina o ideologia que és sostinguda i defensada per la major part d'una societat, especialment en el terreny religiós, en contraposició a l'heterodòxia, o doctrina sostinguda per un grup menor o grups menors que no comparteixen aquesta doctrina o es mostren dissidents d'aquesta.
L'ortodòxia és assumida per l'ortodòxia del poder i se sustenta o sol sustentar-se a través d'aquest i dels mitjans de comunicació, mentre que l'heterodòxia troba més dificultat en poder manifestar-se o senzillament és ignorada o eliminada, segons el grau de democràcia, representació i heterogeneïtat que admet una societat. Un nivell suficient d'ortodòxia permet el consens, l'estabilitat política i social i la governabilitat d'un poble en assegurar la cohesió social i un cert grau d'assimilació dels individus anòmics o heterodoxos d'aquesta.

## Religió

### Budisme
El Buda històric era conegut per denunciar l'aferrament a les escriptures o principis dogmàtics, com s'esmentava en el Kalama Sutta. A més, l'escola budista Theravada segueix una estricta adhesió al Cànon de Pāli i als comentaris com la Visuddhimagga. Per tant, l'escola Theravada va arribar a ser considerada la més ortodoxa de totes les escoles budistes, ja que se sap que és altament conservadora especialment pel que fa a la disciplina i la pràctica de la Vinaya.

### Cristianisme
En l'ús clàssic cristià, el terme ortodox es refereix al conjunt de doctrines que creien els primers cristians. Es van celebrar diversos concili ecumènics al llarg de diversos segles per intentar formalitzar aquestes doctrines. La decisió més significativa d’aquestes primeres va ser entre la doctrina homoïssa d’Atanasi i Eustaci (que es va convertir en trinitarisme) i la doctrina heteroosa d’Ario i Eusebi (arianisme). La doctrina homousiana, que va definir Jesús com Déu i home amb els cànons del Concili d’Efes, va guanyar a l’Església i es va anomenar ortodoxia en la majoria dels contextos cristians, ja que aquest era el punt de vista dels pares cristians anteriors i era reafirmat en aquests consells. Els cristians no trinitaris s’oposa a aquesta terminologia.
Després del Gran Cisma de 1054, tant l'Església Catòlica Occidental com l'Església Ortodoxa Oriental van continuar considerant-se únicament ortodoxes i catòliques. Agustí va escriure a Sobre la Veritable Religió: "La religió s'ha de buscar ... només entre aquells que es diuen cristians catòlics o ortodoxos, és a dir, guardians de la veritat i seguidors del bé". Amb el pas del temps, l'Església occidental es va identificar gradualment amb el Etiqueta "catòlica" i la gent d'Europa occidental va associar gradualment l'etiqueta "ortodoxa" a l'Església Oriental (en alguns idiomes l'etiqueta "catòlica" no necessàriament s'identifica amb l'Església occidental). Això va tenir en compte el fet que tant els catòlics com els ortodoxos s’utilitzaven com a adjectius eclesiàstics ja als segles II i IV, respectivament.
Molt abans, les primeres esglésies ortodoxes orientals i el cristianisme calcedoni es van separar en després del Concili de Calcedònia (451 dC), a causa de diverses diferències cristològiques. Des de llavors, les esglésies ortodoxes orientals mantenen la designació ortodoxa com a símbol de les seves tradicions teològiques.
L'ortodòxia luterana va ser una era en la història del luteranisme, que va començar en 1580 a partir de la redacció del Llibre de la Concòrdia i va acabar en el Segle de les Llums. L'ortodòxia luterana va tenir el seu paral·lel en èpoques similars del calvinisme i del tridentí. Catolicisme Romà després de la Contrareforma. L'escolasticisme luterà va ser un mètode teològic que es va desenvolupar gradualment durant l'era de l'ortodòxia luterana. Els teòlegs van utilitzar la forma de presentació neoaristotèlica, ja popular en el món acadèmic, en els seus escrits i conferències. Van definir la fe luterana i la van defensar contra les polèmiques dels partits oposats. L'Ortodòxia reformada o ortodòxia calvinista va ser una època de la història del calvinisme entre els segles XVI i XVIII. L'ortodòxia calvinista va ser paral·lela a èpoques similars del luteranisme i del tridentí. catolicisme romà després de la Contrareforma. L'escolàstica calvinista o escolàstica reformada va ser un mètode teològic que es va desenvolupar gradualment durant l'era de l'ortodòxia calvinista.

### Hinduïsme
L'ortodòxia no existeix a l'hinduisme, ja que la paraula hindú es refereix col·lectivament a les diverses creences de les persones que vivien més enllà del riu Sindhu de la civilització de la vall de l'Indus. És una síntesi dels ensenyaments acceptats de cadascun dels milers de gurus, que altres equiparen als profetes i no té fundador, ni autoritat ni manament, sinó recomanacions. El terme més equivalent a l'ortodòxia, en el millor dels casos, té el significat de tradicions "comunament acceptades" en lloc del significat habitual de "conformar-se a una doctrina", per exemple, el que la gent de les religions de l'Orient Mitjà intenta equiparar a la filosofia hindú com a doctrina és Sanatana Dharma, però que en el millor dels casos es pot traduir per "tradicions sense edat", per tant, denota que són acceptades no mitjançant doctrina i força, sinó mitjançant proves multi-generacionals d'adopció i retenció basades en el desgast circumstancial durant mil·lennis.

### Islam
De vegades l'Islam sunnita es coneix com "Islam ortodox". No obstant això, altres estudiosos de l'Islam, com John Burton, creuen que no existeix tal cosa.

### Judaïsme
El judaisme ortodox és un terme col·lectiu per a les branques tradicionalistes del judaisme, que intenten mantenir plenament les creences i observances jueves rebudes i que es van unir en oposició als diversos desafiaments de la modernitat i la secularització. Teològicament, considera la Torà, tant escrita com oral, com revelada literalment per Déu a la muntanya bíblica del Sinaí i transmesa fidelment des de llavors. El moviment defensa una estricta observància de l'halacà (llei jueva), que només s'ha d'interpretar d'acord amb els mètodes rebuts a causa del seu caràcter diví. L’ortodòxia considera l’halacà com a eterna i més enllà de la influència històrica, aplicant-se de manera diferent a circumstàncies canviants, però bàsicament immutable en si mateixa.
El judaisme ortodox no és una denominació centralitzada. Les relacions entre els seus diferents subgrups de vegades són tenses i els límits exactes de l’ortodòxia estan sotmesos a un intens debat. Molt aproximadament, es pot dividir entre el judaisme haredim, que és més conservador i reclòs, i el judaisme modern ortodox, relativament obert a la societat exterior. Cadascun d’ells està format per corrents independents. Són gairebé exclusivistes, considerant l’ortodòxia com l’única forma autèntica del judaisme i rebutjant totes les interpretacions no ortodoxes com a il·legítimes.

### Altres
L'ortodòxia kemética és una denominació del kemetisme, una reconstrucció reformista del politeisme egipci per als seguidors moderns. Afirma derivar un llinatge espiritual de l'Antiga religió egípcia.
Existeixen organitzacions de Fe Nativa Eslava (Rodnovery) que caracteritzen la religió com a Ortodòxia, i per altres termes.

## Contextos no religiosos
Fora del context de la religió, el terme ortodòxia s'utilitza sovint per referir-se a qualsevol creença o conjunt de creences que es solen tenir en algun camp, en particular quan s'estan desafiant aquests principis, possiblement denominats "dogmes". En aquest sentit, el terme té una connotació lleugerament pejorativa.
Entre diverses "ortodoxies" en camps distintius, els termes més utilitzats són:
- Ortodòxia política
- Ortodòxia social
- Ortodòxia econòmica
- Ortodòxia científica
- Ortodòxia artística

Els termes ortodox i ortodòxia també s’utilitzen de manera més àmplia per referir-se a coses diferents de les idees i les creences. Es podria denominar una forma nova i inusual de resoldre un problema com a poc ortodoxa, mentre que una forma comuna i 'normal' de resoldre un problema seria anomenada ortodoxa.

## Conceptes relacionats
L'ortodòxia s'oposa a l'heterodòxia ("altres ensenyaments") o a l'heretgia. Les persones que es desvien de l’ortodòxia professant una doctrina considerada falsa s’anomenen heretges, mentre que aquelles que, potser sense professar creences herètiques, trenquen del cos principal percebut dels creients, s’anomenen cismàtics. El terme emprat de vegades depèn de l’aspecte que més es té en compte: si s’està tractant la unitat corporativa, l’èmfasi pot ser el cisma; si s’està tractant la coherència doctrinal, es pot posar l’èmfasi en l’heretgia. Una desviació més lleugera que l’heretgia s’anomena comunament error, en el sentit de no ser prou greu com per causar un allunyament total, tot i que afecta greument la comunió. De vegades, l'error també s’utilitza per cobrir les heretgies completes i els errors menors. Les doctrines o pràctiques que no es consideren essencials per a la fe, amb les quals els cristians poden estar en desacord legítimament.
El concepte d’ortodòxia és freqüent en moltes formes de monoteisme organitzat. Tanmateix, la creença ortodoxa no se sol posar en relleu excessivament en les religions politeistes o animistes, en què sovint hi ha poc o cap concepte de dogma, i les interpretacions variades de la doctrina i la teologia són tolerades i, de vegades, fins i tot fomentades en determinats contextos. El sincretisme, per exemple, té un paper molt més ampli en la religió no monoteista (i particularment no escriptural). La norma governamental vigent dins del politeisme és sovint l'ortopràxia ("pràctica correcta") en lloc de la "creença correcta" de l'ortodòxia.

## Ortodòxia i heterodòxia social
L'ortodòxia, assumida pel poder, se sustenta mitjançant mecanismes ideològics i mecanismes polítics, socials i econòmics de control social; destacadament les institucions i els mitjans de comunicació, segons el nivell de desenvolupament històric de la societat (societat preindustrial, industrial o postindustrial). La tolerància o repressió que l'ortodòxia exerceix sobre l'heterodòxia determina la facilitat o dificultat d'aquesta per a manifestar-se, o bé es relega, és ignorada o eliminada; segons s'exerceixi un autoritarisme homogeneïtzador i identitari o diferents graus de democràcia i representació que admetin l'heterogeneïtat i reconeguin l'alteritat.
La governabilitat i el manteniment de l'ordre social exigeix un nivell suficient de consens entorn dels valors, idees i creences considerats ortodoxos, que assegurin la cohesió social i un cert grau d'assimilació de la marginalitat, dels grups discrepants, dissidents o subversius i dels individus "desviats" (outsider) o anòmics (condició que sol assimilar-se a la disfuncionalitat i l'associabilitat, fins i tot a la psicopatia).